# Cementerio Parque del Mar
El Cementerio Parque del Mar es un cementerio parque perteneciente a "Inmobiliaria Pacífico Austral S.A.", ubicado en las ciudades de Valparaíso y Concón en la Región de Valparaíso, Chile.

## Historia
En el año 1987 se funda el Cementerio Parque del Mar Concón, en la ciudad de Concón con el fin de crear un cementerio parque metropolitano en la Región de Valparaíso,con una construcción de 24 hectáreas.
El año 1992, inicia sus prestaciones de Servicios Funerarios y la construcción de un Centro Ceremonial que fue inaugurado al año siguiente.
En el año 2002, se extiende a la ciudad Patrimonio de la Humanidad de Valparaíso, en donde se inaugura en el sector de La Pólvora Cementerio Parque del Puerto Valparaíso el que posee una construcción de 16 hectáreas.
Ambos cementerios parques se encuentran rodeados de un frondoso entorno con extensas áreas boscosas visibles hacia los cuatro costados desde cualquier punto de los parques, además cuenta con lagunas de cisnes de cuello negro y de patos jergones.
Son parte de la AGRECEP "Asociación Gremial de Cementerios Privados de Chile" y; de ICCFA "International Cemetery, Cremation and Funeral Association", organización que reúne a los más importantes cementerios parque del mundo.

## Centro ceremonial
El Centro Ceremonial del Parque, se inauguró en el año 1993 al interior del Cementerio Parque del Mar Concón, el que es único en su tipo en la Región de Valparaíso. Este centro cuenta con:
- Templo con capacidad para 250 personas.
- 6 Salas de Velación.
- 1 Crematorio.
- 2 Salones de Cafetería.

## Arquitectura y paisajismo
El Parque del Mar Concón, se destaca por los detalles urbano- arquitectónicos (escaños, piletas, glorietas) y  naturales ya que cuenta con dos lagunas de fauna autóctona, siendo de mayor tamaño la de cisnes de cuello negro y de menor tamaño la de patos jergones.
A su vez, Parque del Puerto Valparaíso, se destaca por su laguna de cisnes de cuello negro, su paisajismo de estilo urbano y acompañado por frondosos bosques que lo rodean.